# Guerre égypto-libyenne
Guerre froide
La guerre égypto-libyenne est un conflit de courte durée entre la Libye et l'Égypte à la frontière de ces deux pays en juillet 1977. La tension entre les deux pays était progressivement montée depuis 1973 à la suite du changement d'orientation de la politique internationale égyptienne après la guerre du Kippour, notamment le rapprochement de l'Égypte avec Israël et les distances prises avec l'URSS.
Les combats ont débuté à la frontière le 21 juillet 1977 à l'initiative de la Libye, suivis par des attaques terrestres et aériennes des deux côtés. Le conflit a tourné à l'avantage des armées égyptiennes, qui ont occupé plusieurs villes frontalières. Un cessez-le-feu a été conclu le 24 juillet, sous l'égide de Houari Boumédiène, président de l'Algérie.

## Contexte
Les relations entre les deux pays se détériorent à compter de la guerre du Kippour en octobre 1973 : le gouvernement libyen est hostile à la politique de paix avec Israël prônée par le président égyptien Anouar el-Sadate et les négociations pour l'union entre la Libye et l'Égypte proposée par le dirigeant libyen Mouammar Kadhafi échouent. Par ailleurs, l'Égypte a rompu ses liens avec Moscou alors que le gouvernement libyen continue une politique de coopération avec l'Union soviétique. En 1975, deux membres du Conseil du Commandement Révolutionnaire, le major Abd al Munim al Huni et Omar Muhayshi tentent de renverser Kadhafi et échouent ; ils se réfugient en Égypte qui accepte de leur donner asile. La tension monte encore lorsque le gouvernement égyptien déclare avoir découvert un complot libyen pour renverser le gouvernement égyptien. Le 26 janvier 1976, Hosni Moubarak confie à l'ambassadeur américain que le gouvernement égyptien a l'intention d'exploiter les dissensions internes en Libye pour agir contre ce pays. Le 22 juillet 1976 le gouvernement libyen fait une déclaration publique menaçant de rompre les relations diplomatiques avec l'Égypte si celle-ci continue de mener des actions subversives sur son territoire. Le 8 août 1976, une explosion se produit dans les toilettes d'une administration située sur la place Tahrir au Caire, blessant 14 personnes ; le gouvernement égyptien ainsi que les médias accusent des agents libyens. Le gouvernement égyptien déclare avoir arrêté deux citoyens égyptiens entraînés par les services secrets libyens pour effectuer des sabotages en Égypte. Le gouvernement libyen déclare avoir découvert un réseau d'espionnage égyptien en Libye. Les milieux diplomatiques américains considèrent que cette déclaration traduit la volonté de la Libye de déclencher un conflit contre l'Égypte.
Au cours de l'année 1976, le gouvernement égyptien concentre des troupes le long de la frontière avec la Libye. Il reçoit l'appui du gouvernement américain hostile au régime de Kadhafi,,. Des experts politiques américains et anglais considèrent qu'à l'époque Sadate planifie une attaque contre le Libye pour renverser Kadhafi. La tension monte entre avril et mai 1977 lorsque des manifestants s'en prennent dans les deux pays aux ambassades. En juin 1977, Kadhafi ordonne aux 225 000 Égyptiens travaillant en Libye de quitter le pays avant le 1er juillet sous peine d'arrestation.

## Le conflit
En juin 1977, des milliers de manifestants libyens entament une « marche sur le Caire » en se dirigeant vers la frontière avec l'Égypte. Les manifestants protestent contre les négociations de paix avec Israël menées par l'Égypte. Le 20 juillet 1977, les manifestants sont arrêtés par les gardes-frontières égyptiens. L'artillerie des forces armées libyennes ouvre alors le feu contre la ville de Sollum en Égypte, vers la frontière égyptienne. Le 21 juillet un bataillon de chars libyens attaque Sollum avec le soutien de plusieurs Mirage 5. Des unités blindées égyptiennes et l'infanterie motorisée soutenues par de l'artillerie répondent aux tirs d'artillerie libyens et passent à l'attaque dans la zone frontalière. L'armée de l'air égyptienne attaque les bases de l'armée libyennes à la frontière avec des avions de combat Su-20 et MiG-21. Deux stations de radar et un site de défense anti-aérienne, situé dans une oasis, ainsi qu'une position d'artillerie située sur la côte méditerranéenne près de Bardiyah, sont détruites. Les Égyptiens bombardent également une base aérienne située près de Benghazi, beaucoup plus loin vers l'ouest.
L'offensive terrestre égyptienne prend son essor le lendemain, lorsque des éléments de la 3e division blindée égyptienne poussent jusqu'à la ville libyenne de Musaid (en). L'offensive est couverte par la presse internationale : le New York Times cite un porte-parole militaire égyptien affirmant qu'« une attaque blindée et aérienne » libyenne a échoué « après avoir perdu 40 tanks et 2 avions ». Le même jour, l'armée de l'air égyptienne envoie une deuxième vague d'attaque, composée d'avions de combat Su-20 et MiG-21,  chargée de bombarder les bases aériennes libyennes au sud de Tobrouk. Selon des sources égyptiennes, le raid détruit des avions libyens au sol. Les avions libyens interviennent pour défendre la base. Un MiG-21 égyptien est abattu par un missile SA-7 libyen. Profitant de l'ouverture du deuxième front, les hélicoptères égyptiens trompent la défense anti-aérienne libyenne en utilisant des contre-mesures électroniques. Le Washington Post rapporte que le président égyptien Anouar el-Sadate souhaite que ces attaques constituent « une leçon qu'il (Kadhafi) n'oubliera jamais ». Le 23 juillet 1977, l'armée de l'air égyptienne lance une troisième vague d'attaque sur les installations aériennes libyennes, visant pour le deuxième jour consécutif  la base aérienne de Tobrouk. Malgré l'opposition de chasseurs libyens, les attaquants égyptiens parviennent à franchir la défense libyenne et la base aérienne est fortement endommagée. L'aviation de combat libyenne contre-attaque, frappant Marsa Matruh.
Le 24 juillet 1977, les Libyens ayant étudié le réseau de défense aérienne égyptien, parviennent à envoyer des avions pour des missions en profondeur dans le territoire égyptien. Trois Mirages et un MiG-21 Fishbed libyens sont abattus par la défense aérienne et les intercepteurs égyptiens. Une base, occupée selon les allégations égyptiennes par des terroristes et située approximativement à 35 kilomètres de la frontière côté libyen, est détruite par les forces égyptiennes. Après le cessez-le-feu, il y eut encore des escarmouches entre les forces libyennes et égyptiennes. Au cours de l'une d'entre elles, deux MiG-23MS libyens engagent deux MiG-21MF égyptiens modifiés pour emporter des armements occidentaux. Les pilotes libyens font l'erreur d'essayer de manœuvrer les chasseurs égyptiens plus agiles, et un MiG-23MS libyen est abattu par le commandant Sel Mohammad, tandis que l'autre parvient à s'échapper grâce à sa vitesse supérieure.

## Armistice et conséquences
Un cessez-le-feu est finalement signé grâce à la médiation des États arabes dont l'Algérie ainsi que celle du chef palestinien de l'OLP, Yasser Arafat. Le 24 juillet 1977, le président égyptien Anouar el-Sadate ordonne l'arrêt des attaques et accepte un armistice. Les combats prennent fin le 25 juillet 1977. La fin des combats ne réussira pas à cimenter l'unité arabe et la fracture entre les États arabes ne fera que s'approfondir. La majorité des pays arabes conservateurs soutiennent l'Égypte ainsi que son président, tandis que les  États arabes « socialistes » soutiennent la Libye et son dirigeant Mouammar Kadhafi. 
Un éditorial du New York Times résume la vision américaine de la guerre en citant un Palestinien, « si les Arabes n'avaient pas Israël à combattre, ils se battraient entre eux. ». En août 1977, un échange des prisonniers de guerre entre la Libye et l'Égypte est effectué ce qui entraîne une diminution de la tension entre les deux États.